# Michael Kraepelin
Michael Kraepelin, född cirka 1732, begravd 5 oktober 1786, var en svensk hautboist, trumpetare och kontrabasist.
Kraepelin tog tjänst som trumpetare vid Svea livgarde 1756 för att sedan bli ordinarie hautboist 1762. Han blev kunglig hovtrumpetare 1766, en tjänst han behöll livet ut. I hovkapellet tjänstgjorde han som kontrabasist från 1772.